# Baltik Braun

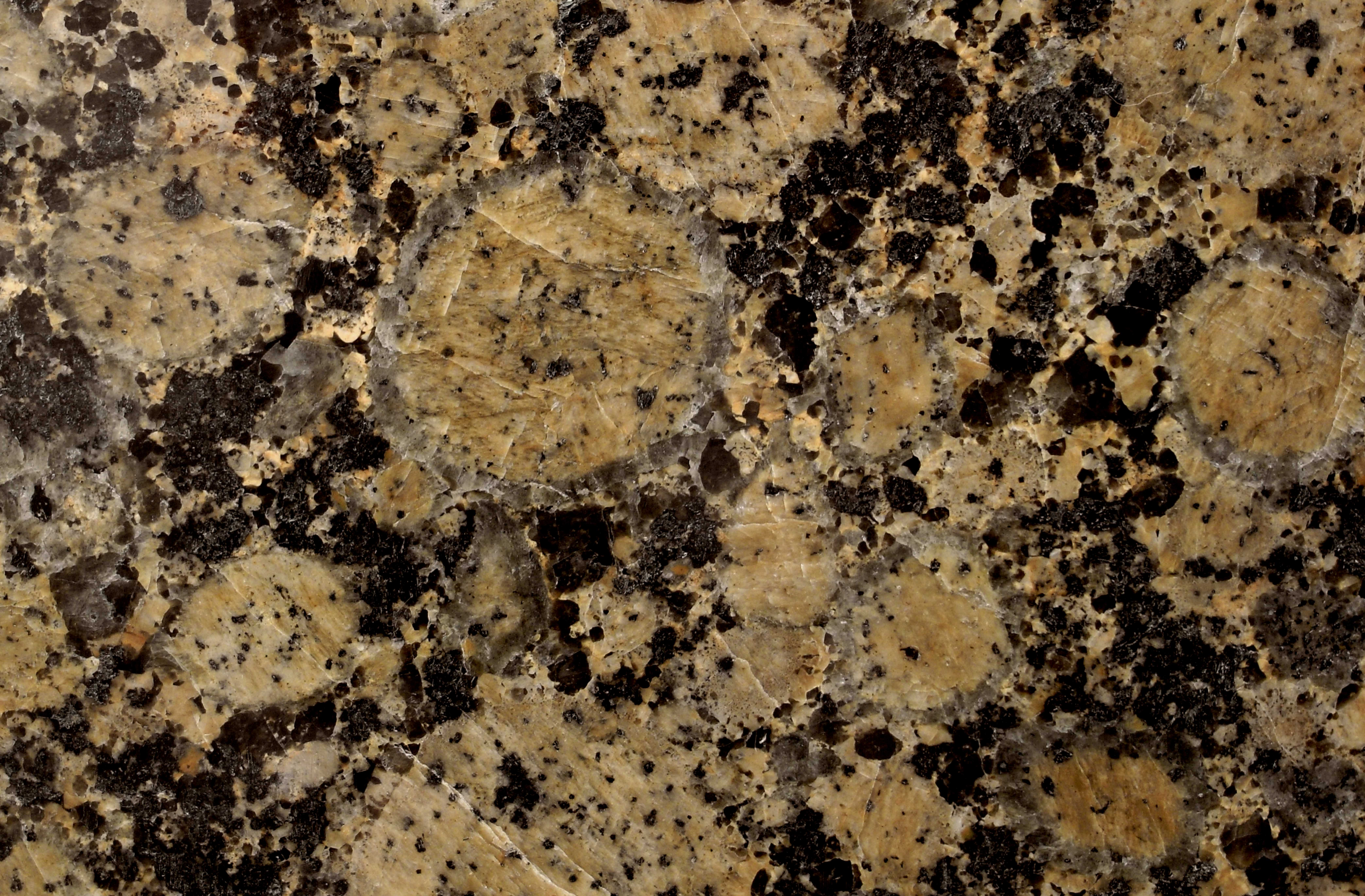
Der finnische Rapakiwigranit Baltic Braun (Wiborgit-Typus)

Baltik Braun ist ein Granit, der an der finnischen Südostküste an der Grenze zu Russland in der Provinz Hamina bei Ylämaa, das 2010 nach Lappeenranta eingemeindet wurde, und Husu abgebaut wird. Dieser Naturstein wird erst seit 1970 auf dem Weltmarkt angeboten. Baltic Braun entstand vor 1,2 Milliarden Jahren im Präkambrium.

## Namen
Der Name Baltik Braun lehnt sich an das Baltikum an, ein geographisches und historisches Gebiet an der Ostküste der Ostsee südlich des Finnischen Meerbusens, in dem das Gesteinsvorkommen liegt und bis nach Russland reicht.

## Geologie, Gesteinsbeschreibung und Mineralbestand
Hauptartikel: → Rapakiwi
Baltic Braun entstand im Präkambrium als im Baltikum Plutone in die untere Erdkruste eindrangen und über Millionen Jahre auskristallisierten, die dabei große Feldspatkristalle bildeten. Im gesteinskundlichen Sinne ist Baltic Braun ein Wiborgit,  bei dem sich grobkörnige Alkalifeldspateinsprenglinge (Orthoklas oder Mikroklin) auskristallisierten, die eine Größe von 20 bis 50 mm erreichten. Diese von einem oder seltener mehreren parallel gelagerten Säumen aus Oligoklas umgeben sind. Die feinkörnige Saumbildungen beinhalten Quarz, Biotit, Hornblende und Plagioklas.
Baltic Braun zählt zu den Rapakiwi-Graniten, die sich mit großen rundlichen bräunlichen Großkristalle darstellen. Die Mineralkristalle sind regellos im gesamten Gestein verteilt, in die nahezu stets Biotit eingebettet ist. Baltik Braun kommt in unterschiedlichen Brauntönen von dunkel- bis hellbraun vor und kann entsprechend geliefert werden.

## Abbau und Verwendung
1970 wurde ein Steinbruch für Baltic Braun erschlossen, der auch heute noch in Betrieb ist.
Regional findet sich Baltic Braun in der Architektur südfinnischer Städte und in der Region Sankt Petersburg wieder. Dieser Granit wird erst seit 1970 weltweit zur Fassadengestaltung exportiert. In Deutschland wurde er zunächst als Grabmalgestein verwendet, später vor allem für Großfassaden im Städtebau. Er ist aber auch für Bodenbeläge, Treppen, Küchenarbeitsplatten und Waschtische lieferbar. 
Baltik Braun ist frostfest und polierfähig.